# Cratere Oppolzer
Oppolzer  è il nome di un cratere lunare da impatto intitolato all'astronomo austriaco Theodor von Oppolzer, di cui restano poche vestigia. Si trova ad una distanza inferiore alle sue dimensioni dallo zero delle coordinate lunari (0° N, 0° W). Il cratere Réaumur è contiguo ai resti del margine di sud-est, mentre, più lontano, a ovest-sud-ovest, si trova il cratere Flammarion, invaso dalla lava.
Di questo cratere rimangono poco più di un arco irregolare di rilievi a sud ed un anello di detriti a nord. Una interruzione particolarmente vasta si trova a nord-est, dove il perimetro del cratere non è più riconoscibile. L'interno è completamente ricoperto da lava basaltica.
Una Rima di 110 kilometri, denominata Rima Oppolzer attraversa la parte meridionale del cratere, estendendosi continuando sia verso est che verso ovest.

## Crateri correlati
Alcuni crateri minori situati in prossimità di Oppolzer sono convenzionalmente identificati, sulle mappe lunari, attraverso una lettera associata al nome.
| Oppolzer | Latitudine | Longitudine | Diametro |
| -------- | ---------- | ----------- | -------- |
| A        | 0,5° S     | 0,3° W      | 3 km     |
| K        | 1,7° S     | 0,3° W      | 3 km     |